# Katra
Katra Es una banda de metal sinfónico con influencias de power metal y metal gótico, originaria de la ciudad de Tampere, Finlandia. Fue fundada en 2005 por su cantante, Katra Solopuro. 
Su estilo musical evolucionó desde un género rock sinfónico más tradicional, hasta presentar canciones más influidas por la ópera y la música clásica.

## Historia

### Katra Solopuro
Katra Anniina Solopuro nació el 10 de agosto de 1984 en Tampere, al centro-sur de Finlandia. En su infancia ella tocaba el piano en el Instituto Pirkanmaa muisic. A la edad de 14 años cambió el piano por el canto. Después de la educación secundaria, Katra se graduó en la Escuela Superior de Performin. Al mismo tiempo Katra estudió música clásica. Ella cantó "backgrund" de Lovex. 
Katra actualmente estudia en Pirkanmaa Politécnica de teatro musical y teatro, especializándose en la música vocal. Ella tiene una hija (Illusia) con Lovex guitarrista Risto Katajisto (es decir, Vivian Sin'Amor). Katra está casada con Niko Virtanen, artista que participó en el Festival de Eurovisión 2009 en Moscú, en dúo con Kasmir Jolma.

### Formación de Katra
Katra, como grupo, comenzó en el otoño de 2005. El primer sencillo, Sahara, fue lanzado el 6 de enero de 2006. Varios meses después, su auto-titulado álbum debut fue lanzado el 27 de febrero de 2007. Los "Sahara" lotes individuales recibidas de juego de radio y mientras estaba de gira, la banda comenzó a escribir nuevo material. Katra también lanzó un sencillo que includit las canciones "Tietäjä" y "Vaaratar".

### Firma con Napalm Records y la Beast Within (2008)
En noviembre de 2007 se anunció que el Napalm Records firmado Katra y le pidió una versión internacional de su álbum de 2007 Katra. La banda grabó el álbum de 2007 Katra en Inglés, junto con dos nuevas canciones y el nombre de la liberación idioma Inglés Beast Within. El álbum fue producido por Risto Asikainen (Stratovarius) a Jean Records Studio. Beast Within fue publicado a finales de agosto / principios de septiembre de 2008. La banda tocó un par de conciertos en Alemania, incluyendo Summer Breeze Open Air de 2009 y recibió una buena respuesta. Katra también lanzó un video para la canción "Bestia interna". El 19 de junio 2010 Katra abrió a Theatre of Tragedy en el Circo Volador en México, un punto culminante de la carrera para todos los miembros.
Incluyen una versión en finés de "Hijo de la luna" de Mecano.

### Out of the Ashes (2010)
"Out of the Ashes" fue lanzado en octubre de 2010 a nivel internacional a través de Napalm Records y en Finlandia a través de música Bullhead. A pesar de que es su tercer álbum, de Katra que considera su creación por primera vez como una banda. Un video fue lanzado para la canción "One Wish Away" que cuenta con una aparición de flamma, el grupo de comportamiento ante un fuego más grande y más versátil en Finlandia. El alemán Orkus, la revista que una revisión en cuanto más oscuro, más melancólico y más determinado que el álbum anterior.
Cabe añadir que la banda ha generado un gran sin fin de aficionados, por su gran parecido con within temptation.
Varios años desde 2010 después haber lanzando su album de estudio Out Of Ashes se tomaron un descanso de realizar nueva musica para la banda, el 17 de febrero de 2023 finalmente vuelven con su nuevo sencillo Ever after y según su vocalista Katra Solopuro actualmente se encuentran en desarrollo nuevas canciones en el futuro.

## Miembros

### Katra (banda)
- Katra Solopuro (voz)
- Kristian Kangasniemi (guitarra)
- Teemu Mätäsjärvi (guitarra)
- Johannes Tolosa (bajo)
- Matt Auerkallio (batería)

### Exmiembros
- Tom Gardiner (guitarra)
- James Järvensivu (batería)
- Jack Wilund (teclados)

## Discografía

### Álbumes de estudio
- 2007: Katra (Edel)
- 2008: Beast Within (Napalm)
- 2010: Out of the Ashes (Napalm)

### Sencillos
- 2006: Sahara
- 2007: Tietäjä/Vaaratar
- 2023: Ever after

### Videos musicales
- 2008: Tietäjä
- 2008: Beast Within
- 2010: One Wish Away
- 2012: Envy